# The Hawthorns
The Hawthorns és un estadi de futbol de la ciutat de West Bromwich, Anglaterra. És la seu del West Bromwich Albion des del 1900, quan va arribar a ser el sisè estadi utilitzat pel club. El camp va ser el primer estadi de futbol de la Football League a construir entre finals del segle xix i inicis del XX. Amb una altitud sobre el nivell del mar de 168 metres és el més alt dels 92 estadis de la Premier League i dels clubs de la Football League. L'estadi té una capacitat de 28.000 espectadors asseguts.

## Camps previs
Durant els primers anys del club, el West Bromwich Albion va tenir una existència nòmada, arribant a jugar en cinc estadis diferents en un període de 22 anys. El seu primer terreny de joc va ser Coopers Hill, que l'equip va ocupar només un any (1878 - 1879). De 1879 a 1881 la segona casa del WBA va serDartmouth Park, encara que alternant amb Coopers Hill. El tercer camp del WBA va ser el Bunns Field, també conegut com The Birch (els Bedolls), on va jugar només la temporada 1881-82. Comptava amb una capacitat de 1.500 a 2.000 espectadors, aquest va ser el seu primer camp tancat, cosa que permetia al club cobrar l'entrada al camp per primera vegada. La cada vegada més gran popularitat del futbol va fer que el West Bromwich Dartmouth Cricket Club posés en lloguer el seu terreny al WBA des de 1882 fins a 1885, però al WBA ràpidament se li va quedar petita la seva nova casa i aviat es van haver de tornar a traslladar. La nova propietat, el quart camp, del WBA va ser Stoney Lane, entre 1885 i 1900, va ser possiblement el període més reeixit fins aleshores en la història del club, perquè el WBA va guanyar la FA Cup dues vegades i sent subcampions en tres ocasions.